# Provincia Khenchela
Provincia Khenchela (în arabă ولاية خنشلة) este o unitate administrativă de gradul I (wilaya) a Algeriei. Reședința sa este orașul Khenchela.